# 阿部誠
阿部 誠（あべ まこと、1977年7月26日 - ）は、日本のプロレスのリングアナウンサー。神奈川県横浜市出身。新日本プロレス所属。

## 経歴
2003年1月5日、全日本プロレスの長野運動公園総合体育館大会でリングアナデビュー。
その後、木原文人が現場から離れる事が多くなり、本部席に常駐する機会が増えている。
2013年6月30日の両国国技館大会を最後に、全日本プロレスを退社した。
その後、旗揚げと共にWRESTLE-1へ移籍。
2015年5月5日を最後にWRESTLE-1との契約満了。
6月16日にブログで新日本プロレスに入団したことを発表。

## エピソード
- バレーボールのNECレッドロケッツと東レ・アローズの熱烈なファンである。
- 全日本プロレスの野球部でも活躍していた。
- NHK総合『サラメシ』（2019年12月3日放送）に登場したことがある[3]。
- BULLET CLUB加入後のEVILからは（彼の出場する試合で）毎回のように本部席を破壊される被害にあっている。なお、阿部の息子はEVILのファンである。